# 요시마촌 (가가와현)
요시마촌(일본어: 与島村)은 일본 가가와현 나카타도군에 설치되었던 촌이다. 현재의 사카이데시에 해당한다.

## 역사
- 1889년 4월 1일 - 정촌제 시행에 의해 5개 섬의 구역을 가지고 요시마촌이 성립하였다.
- 1899년 4월 1일 - 나카타도군으로 변경되었다.
- 1953년 4월 1일 - 마루가메시에 편입

## 참고 문헌
- 角川日本地名大辞典編纂委員会, 『角川日本地名大辞典 43 香川県』, 1985, 角川書店
- 四国新聞社 編『香川年鑑』 昭和28年、四国新聞社、高松市、1952年11月15日。 NCID BB10788678。OCLC 52393151。